# 心の旅 (映画)
『心の旅』（こころのたび、Regarding Henry）は、1991年のアメリカ合衆国のドラマ映画。
監督はマイク・ニコルズ、出演はハリソン・フォードとアネット・ベニングなど。
家庭を顧みない仕事一筋の弁護士が事故で記憶喪失になったことをきっかけに人間の真実の愛情に目覚める姿を描いている。

## ストーリー
ニューヨークで弁護士をしているヘンリーは、有能な弁護士ではあるが、法廷における弱者や家族を全く顧みない冷たい男であった。有能な弁護士で主として大企業や大病院などを顧客として、患者から医療ミスで訴えられた病院の裁判において、患者側に有利な証拠を握りつぶすという倫理的に問題のある方法で勝訴を勝ち取ったばかり。タバコを切らしてしまった彼は、買い物に出かけた時に強盗事件に巻き込まれ、重傷を負ってしまう。幸い命は助かったが、記憶喪失になってしまう。陽気なリハビリトレーナーに励まされて運動機能を回復させたヘンリーは、退院して自宅に帰るが、妻と娘は事故前とは人が変わったように優しさを示すヘンリーに戸惑う。
ヘンリーは次第に家族との絆を取り戻して人間としての充実を感じ始める一方で、記憶が回復するにつれ、弁護士としての過去の所業との倫理的ジレンマに苦しむ。

## キャスト
| 役名                   | 俳優                   | 日本語吹き替え | 日本語吹き替え | 日本語吹き替え |
| 役名                   | 俳優                   | ソフト版       | フジテレビ版   |                |
| ---------------------- | ---------------------- | -------------- | -------------- | -------------- |
| ヘンリー・ターナー     | ハリソン・フォード     | 堀勝之祐       | 羽佐間道夫     |                |
| サラ・ターナー         | アネット・ベニング     | 弥永和子       | 高島雅羅       |                |
| レイチェル・ターナー   | ミッキー・アレン       | 伊藤美紀       | 矢島晶子       |                |
| ブラッドレー           | ビル・ナン             | 玄田哲章       | 玄田哲章       |                |
| チャーリー・キャメロン | ドナルド・モファット   | 丸山詠二       | 中村正         |                |
| リンダ                 | レベッカ・ミラー       | 深見梨加       | 水谷優子       |                |
| ブルース               | ブルース・アルトマン   | 若本規夫       | 江原正士       |                |
| ジェシカ               | エリザベス・ウィルソン | 竹口安芸子     | 片岡富枝       |                |
| ロゼラ                 | アイーダ・リナレス     | 斉藤昌         | 京田尚子       |                |
| フィリス               | ロビン・バートレット   | さとうあい     | 堀越真己       |                |
| マークス医師           | ブライアン・スミア     | 嶋俊介         | 村松康雄       |                |
| スルタン医師           | ジェームズ・レブホーン | 田原アルノ     | 納谷六朗       |                |
| 強盗                   | ジョン・レグイザモ     |                | 古田信幸       |                |

## 音楽
- オリジナルサウンドトラック（1991年8月6日）

## 作品の評価

### 映画批評家によるレビュー
Rotten Tomatoesによれば、批評家の一致した見解は「ハリソン・フォードはシリアスな役どころを掘り下げる機会を最大限に活用しているが、『心の旅』は安っぽい感傷と陳腐な決まり文句によって台無しにされている。 」であり、30件の評論のうち高評価は43%にあたる13件で、平均点は10点満点中5.3点となっている。
Metacriticによれば、23件の評論のうち、高評価は6件、賛否混在は14件、低評価は3件で、平均点は100点満点中47点となっている。

### 受賞歴
ヤング・アーティスト賞ではファミリー映画賞（ドラマ部門）と若手女優賞にノミネートされた。

## エピソード
物語の終盤で、ヘンリーが弁護士を辞める決意をして自らが勤務していた法律事務所に行くと、会議室に数人の日本人ビジネスマンが席についており、部屋に入ってきたヘンリーを一斉に見るシーンがある。この日本人は全員、安田生命保険（当時）のニューヨーク事務所に赴任していた社員達で、映画出演などしたことがない全くの素人だった。